# Pascual Garré
Pascual G. Garré (ur. ? – zm. ?) – argentyński piłkarz, grający podczas kariery na pozycji napastnika. 

## Kariera klubowa
Pascual Garré podczas piłkarskiej kariery występował w Independiente Avellaneda.

## Kariera reprezentacyjna
Jedyny raz w reprezentacji Argentyny Garré wystąpił 1 października 1916 w wygranym 1-0 meczu z Urugwajem, którego stawką było Gran Premio de Honor Uruguayo. 
Rok później był w kadrze na Mistrzostwa Ameryki Południowej.